# Чёрный Ключ (Алнашский район)
Чёрный Ключ — деревня в Алнашском районе Удмуртии, входит в Муважинское сельское поселение. Находится в 22 км к юго-востоку от села Алнаши и в 94 км к югу от Ижевска на правом берегу реки Малая Уга.

## История
По итогам десятой ревизии 1859 года в 21 дворе казённой деревни Черный Ключ (Сьод-Ошмес) Елабужского уезда Вятской губернии проживало 70 жителей мужского пола и 79 женского, работала мельница. В 1882 году открыт приход Вознесенской церкви села Голюшурма, прихожанами нового храма стали жители нескольких селений, в том числе починка Чёрный Ключ.
В 1921 году, в связи с образование Вотской автономной области, деревня передана в состав Можгинского уезда. В 1924 году при укрупнении сельсоветов она вошла в состав Муважинского сельсовета Алнашской волости. В 1929 году упраздняется уездно-волостное административное деление и деревня причислена к Алнашскому району. В 1931 году в деревне Чёрный Ключ образована сельхозартель (колхоз) «Сьод Ошмес».
В 1950 году проводится укрупнение сельхозартелей, колхозы нескольких соседних деревень объединены в один колхоз «Красный Октябрь», центральная усадьба которого размещена в деревне Муважи, в состав укрупнённого колхоза среди прочих вошёл колхоз деревни Чёрный Ключ. В 1963 колхоз «Красный Октябрь» переименован в колхоз «Кама». В 1972 году Муважинский сельсовет переименован в Кузебаевский сельсовет и центр сельсовета перенесён в деревню Кузебаево.
Повторно Муважинский сельсовет образован постановлением Госсовета УР от 26 октября 2004 года, выделен из состава Кузебаевского сельсовета. 16 ноября 2004 года Муважинский сельсовет был преобразован в муниципальное образование «Муважинское» и наделён статусом сельского поселения.

## Население
| 2008 | 2010 | 2012 |
| ---- | ---- | ---- |
| 203  | ↘145 | ↗176 |

Национальный состав
По данным Всероссийской переписи населения 2010 года.
| Национальная принадлежность                              | Численность, чел. | Доля от всего населения, % |
| -------------------------------------------------------- | ----------------- | -------------------------- |
| удмурты                                                  | 141               | 97,2 %                     |
| татары                                                   | 3                 | 2,1 %                      |
| другие (в т.ч. не указавшие национальную принадлежность) | 1                 | 0,7 %                      |